# Kapelle Maria Wil

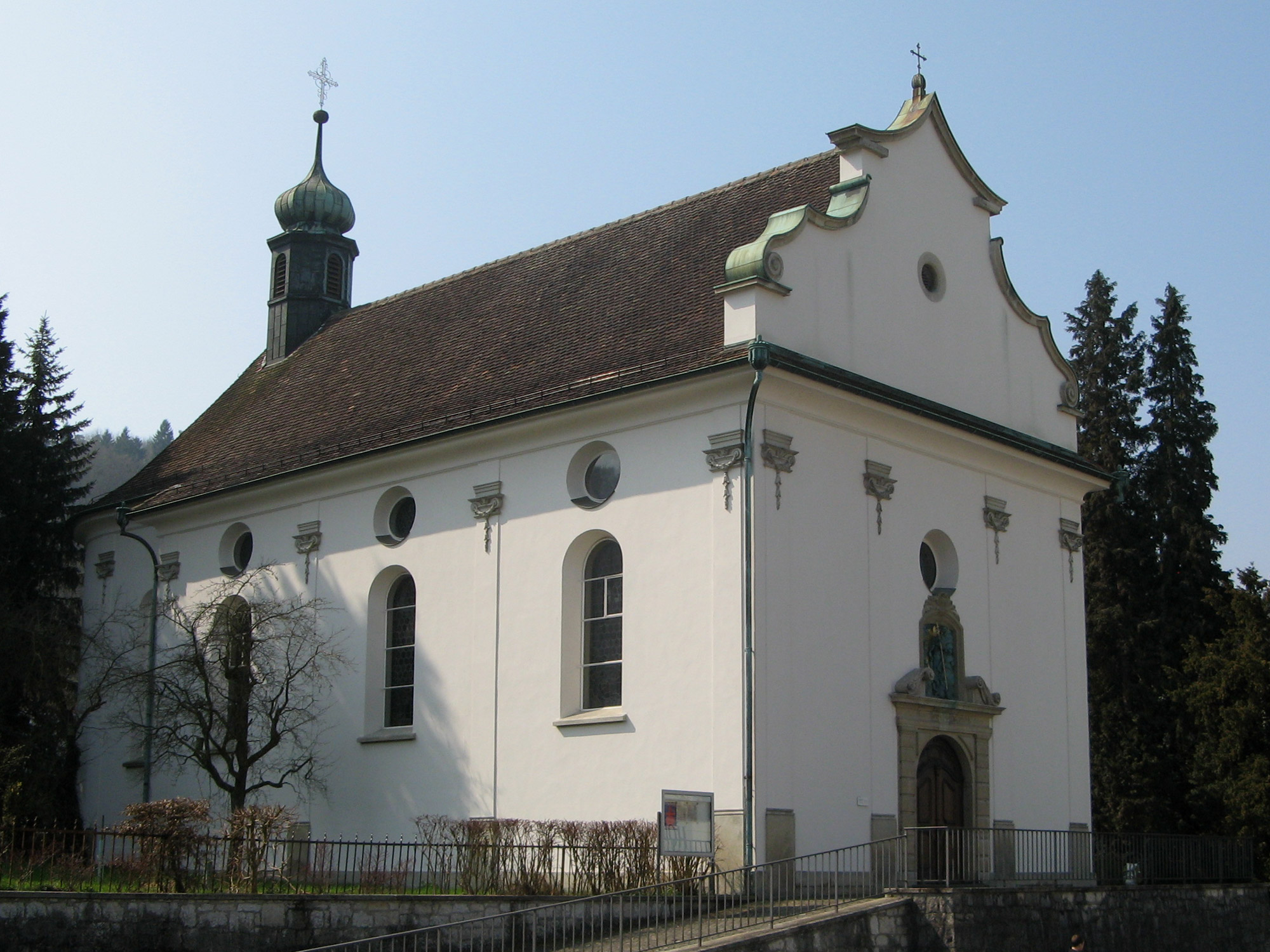
Kapelle Maria Wil

Die Kapelle Maria Wil (auch Mariawil genannt) ist eine Wallfahrtskapelle in Baden in der Schweiz. Sie befindet sich nordwestlich des Stadtzentrums im Kappelerhof-Quartier, an der Hauptstrasse nach Brugg. Der Namensbestandteil Wil geht auf die frühere Ortsbezeichnung Oberwil zurück.
Maria Wil entstand aus privater Initiative, wurde am 22. April 1603 von Johann Georg von Hallwyl, dem damaligen Bischof von Konstanz, geweiht und 1661/62 durch einen Neubau ersetzt. Die Kapelle diente hauptsächlich der Wallfahrt. Von 1764 bis 1766 erfolgte eine umfassende Renovation, wobei die Kapelle Stuckaturen von Christian Scharpf erhielt. Die veranschlagten Kosten wurden massiv überschritten, so dass die zuvor eigenständige Kapelle in die Abhängigkeit der Stadtpfarrkirche geriet.
Die barocke Kapelle mit ihrer Rokoko-Ausstattung ist 26 Meter lang und 10,9 Meter breit. Der südwärts gerichtete Chor ist präzis würfelförmig (je 8,8 Meter lang, breit und hoch). Ein durchgezogenes Satteldach vereint Kirchenschiff und Chor. Darüber erhebt sich ein achteckiger Dachreiter mit Zwiebelhaube. Heute dient die Kapelle hauptsächlich als Gebetsraum einer kleinen Bruderschaft der Redemptoristen in unmittelbarer Nachbarschaft, wird aber auch von der römisch-katholischen Kirchgemeinde Baden genutzt.